# تيري هيل
تيري هيل (22 يناير 1972 - 24 أبريل 2024) كان لاعب كرة قدم أسترالي محترف في دوري الرغبي لعب مركز في التسعينيات والعقد الأول من القرن الحادي والعشرين. لعب في دوري الرغبي الوطني لصالح فريق جنوب سيدني رابيتوز و سيدني روسترز والعقعق في الضواحي الغربية و  مانلي وارينجا نسور البحر ونمور الغرب  بالإضافة إلى كرة القدم التمثيلية لنيو ساوث ويلز وأستراليا . كان معروفًا أيضًا بعمله التلفزيوني الترويجي مع لويز للملابس الرجالية .

## مهنته كلاعب
بدأ هيل مسيرته المهنية في جنوب سيدني عام 1990. ذهب إلى نادي سيدني روسترز الواقع في الضواحي الشرقية عام 1991 ونادي العقعق في الضواحي الغربية عام 1992/1993.
انتقل هيل إلى مانلي وارينجا نسور البحر  في عام 1994. في نهاية موسم دوري الرغبي في نيو ساوث ويلز عام 1994 ، ذهب في جولة كانجارو عام 1994 . لقد كان أفضل هدافي الموسم في نصف مسابقة دوري الرغبي الأسترالي لعام 1997 المقسمة.
في بداية عام 2004، وقع هيل لموسم آخر مع فريق جنوب سيدني لكن إصابة في الفخذ أثناء التدريب قبل الموسم تسببت في اعتزاله. بحلول نهاية العام، كان هيل يتدرب مرة أخرى مع نادي مانلي وارينچا. شارك في 16 مباراة مع مانلي في موسم 2005.
تم استدعاء هيل من التقاعد في عام 2006 للعب اتحاد الرجبي لصالح فريق امواج الساحل المركزي ‏ . لقد تعرض لإصابة في الركبة خلال النهائي الكبير لكأس كالدويل في نيو ساوث ويلز ولم يتمكن من المشاركة في حملة امواج  شوت فيلد  2006 .

### حياته المهنة كممثل
تم اختيار هيل لتمثيل نيو ساوث ويلز في سلسلة دولة المنشأ كمركز في ست سلاسل :
- اللعبة الثالثة من سلسلة دولة المنشأ 1993
- جميع ألعاب سلسلة دولة المنشأ لعام 1995
- جميع الألعاب في سلسلة دولة المنشأ لعام 1997
- جميع الألعاب في سلسلة دولة المنشأ لعام 1998
- جميع الألعاب في سلسلة دولة المنشأ لعام 1999
- اللعبة الأولى من سلسلة دولة المنشأ 2000

حصل هيل على اختيار المنتخب الأسترالي في تسع مناسبات من عام 1994 إلى عام 1998، وسجل ثماني محاولات. لقد كان سائح كانجارو عام 1994 قبل أن يلعب في أول مباراة دولية له ضد نيوزيلندا في عام 1995 . تم الإبلاغ عن هيل للكمة بالرأس في هذه المباراة وتم إيقافه لمدة أربعة أسابيع، وفوت الاختبارين التاليين.

### أبرز الأحداث المهنية
- أول ظهور له في الصف الأول: 1990 - الجولة الأولى جنوب سيدني ضد بولدوجز في ملعب سيدني لكرة القدم ، 17 مارس
- أول ظهور تمثيلي: 1993، المدينة ضد دولة المنشأ ، 23 أبريل في ملعب باراماتا . بدأت في مراكز المدينة المنشأ .
- أول ظهور لدولة المنشأ: 1993، اللعبة 3 في لانج بارك ، 31 مايو. بدأت من مقاعد البدلاء.
- الاختيار الدولي: 1995، أستراليا ضد نيوزيلندا، المباراة الأولى على ملعب صنكورب في 23 يونيو، وسجل محاولة واحدة
- الدوري الممتاز: النهائي الكبير 1996 – عضو فريق مانلي-وارينجا الذي هزم سانت جورج دراغونز ، 20 – 8

## قضية المحكمة على مسودة النظام
كان تأثير تيري هيل الأكبر على اللعبة هو تغيير نظام المسودة. أصبح هيل متورطًا في نظام "المسودة الخارجية والداخلية" في موسم 1991 وبعد الموافقة على صفقة اللعب والتوظيف مع نادي العقعق في الضواحي الغربية ، تمت صياغته من مجموعة المسودة الداخلية بواسطة نادي الضواحي الشرقية المعروف باسم سيدني روسترز . أخذ هيل و 126 مدعي دوري الرغبي في نيو ساوث ويلز إلى المحكمة بحجة أن المشروع كان بمثابة تقييد للتجارة. تم إلغاء الاستئناف الأولي الذي قدمه هيل ووافق في النهاية على عقد لمدة ثلاث سنوات مع الشرقيين . بحلول نهاية عام 1991، ألغت المحكمة العليا مشروع مسودة النظام وفي عام 1992 تم إطلاق سراح هيل وتمكن من الانتقال إلى نادي العقعق في الضواحي الغربية .

## مسيرته على التلفاز
ظهر هيل بانتظام في الإعلانات التليفزيونية لشركة لويز للملابس الرجالية . لقد كان مساهمًا منتظمًا في برنامج ذا فوتي على القناة التاسعة في التسعينيات. ترك هيل البرنامج في عام 1998 مدعيا أنه يريد التركيز على مسيرته الكروية.

## مهنة التدريب
بعد تقاعده من دوري الرغبي الاحترافي، درب هيل فرقًا في دوري الرغبي الريفي في نيو ساوث ويلز . سابقًا مع أرانب أومينا ، تم تعيينه مدربًا رئيسيًا لنادي نادي كينكمبر لكرة القدم في دوري الرغبي  في قسم الساحل الأوسط لعام 2008

## الخلافات
في عام 1994، تم اختيار هيل ضمن فرقة كانجارو السياحية لإنجلترا. قبل وقت قصير من مغادرة الفرقة أستراليا،  اتهم هيل بتهمتين بالاعتداء مما تسبب في ضرر جسدي فعلي على منتج إذاعة اي بي سي توني تويس وصديقه بيتر كراهي . تتعلق التهم بحادث وقع خارج فندق ولاهرا في 24 سبتمبر عندما تدخل تويس وكراهي في مشاجرة بين هيل وزوجته تريسي. كان هناك نقاش حول ما إذا كان سيتم استبعاد هيل من الجولة، لكن الرئيس التنفيذي لـدوري الرغبي الاسترالي كين آرثرسون حكم في النهاية بأن هيل بريء حتى إدانته وسمح له بالذهاب للجولة .
اقر هيل بأنه غير مذنب في يناير 1995،  وجرت المحاكمة في يونيو/حزيران. وفي سبتمبرأُدين هيل بهذه التهم. تم تغريمه بمبلغ 1000 دولار ووضع عليه كفالة حسن السلوك لمدة عامين. في وقت لاحق من ذلك الشهر، لعب هيل في النهائي الكبير عام 1995 وتم اختياره ضمن تشكيلة الفريق الأسترالي لكأس العالم 1995 .
في فبراير 1997، واجه هيل محكمة مانلي بتهمة القيادة تحت تأثير الكحول. وقد تم تقديمه كرجل حسن الخلق رغم هاتين الإدانتين. أدى ذلك إلى مراجعة داخلية أمر بها مفوض الشرطة بيتر رايان. تم الكشف عن أن بصمات أصابع هيل لم يتم أخذها عند القبض عليه في سبتمبر 1994، ولهذا السبب لم تظهر التهم في سجله.

## حياته الشخصية ووفاته
ولد هيل في نيوتاون إحدى ضواحي سيدني ، نيو ساوث ويلز. كان لديه ثلاثة أطفال من زوجته الأولى تريسي بنسون.
توفي هيل بنوبة قلبية مشتبه بها أثناء إجازته في الفلبين، في 24 أبريل 2024، عن عمر يناهز  52 عامًا 

## الهوامش
1. ↑  "Terry Hill - Career Stats & Summary - Rugby League Project". Rugbyleagueproject.org. مؤرشف من الأصل في 2024-04-25.
2. ↑  "Terry Hill - Playing Career - RLP". www.rugbyleagueproject.org. مؤرشف من الأصل في 2024-04-25. اطلع عليه بتاريخ 2024-04-25.
3. 1 2  "Much-loved NRL hero Terry Hill dies aged 52". 7NEWS (بالإنجليزية). 24 Apr 2024. Archived from the original on 2024-04-25. Retrieved 2024-04-25.
4. 1 2  Stewart, Bob (2007). The Games Are Not the Same:The Political Economy of Football in Australia. Melbourne University Press Academic Monograph Series. ISBN:978-0-522-85366-7. مؤرشف من الأصل في 2024-04-24.
5. ↑  Weidler، Danny (18 أبريل 1998). "Test rep terry off the air". Sydney Sun Herald. ص. 107.
6. ↑  Harvey، Sandra؛ Cowley، Michael (28 سبتمبر 1994). "Charged RL player remains in squad". The Sydney Morning Herald. ص. 4.
7. ↑  "Test player charged". كانبرا تايمز. Australian Capital Territory, Australia. ج. 70 رقم  21, 714. 28 سبتمبر 1994. ص. 2. مؤرشف من الأصل في 2024-04-29. اطلع عليه بتاريخ 2024-04-24 – عبر National Library of Australia.
8. ↑  "Not guilty plea". كانبرا تايمز. Australian Capital Territory, Australia. ج. 70 رقم  21, 831. 24 يناير 1995. ص. 4. مؤرشف من الأصل في 2024-04-24. اطلع عليه بتاريخ 2024-04-24 – عبر National Library of Australia.
9. ↑  "Producer admits anger over tour selection". The Sydney Morning Herald. 8 يونيو 1995. ص. 9.
10. ↑  "League star faces court". كانبرا تايمز. Australian Capital Territory, Australia. ج. 70 رقم  21, 966. 8 يونيو 1995. ص. 19. مؤرشف من الأصل في 2024-04-24. اطلع عليه بتاريخ 2024-04-24 – عبر National Library of Australia.
11. ↑  "League star Hill guilty". The Sydney Morning Herald. 9 سبتمبر 1995. ص. 8.
12. ↑  "Hill fined for assault". كانبرا تايمز. Australian Capital Territory, Australia. ج. 71 رقم  22, 059. 9 سبتمبر 1995. ص. 3. مؤرشف من الأصل في 2024-04-24. اطلع عليه بتاريخ 2024-04-24 – عبر National Library of Australia.
13. ↑  Mascord، Steve (25 سبتمبر 1995). "Super cub snub". The Sydney Morning Herald. ص. 47.
14. ↑  "Police exonerated over 'missing' assaults". Sun Herald. 25 مايو 1997. ص. 98.
15. ↑  Dixon، Andrea (22 فبراير 1998). "Sea Eagle wants bigger nest". Sydney Sun Herald. ص. 60.
16. ↑  Weidler، Danny (2 أغسطس 1998). "Family illness hits Hill". Sydney Sun Herald. ص. 91.
17. ↑  Snape، Jack (24 أبريل 2024). "Terry Hill: Australian rugby league mourns death of cult hero aged 52". The Guardian. مؤرشف من الأصل في 2024-04-24. اطلع عليه بتاريخ 2024-04-24.
18. ↑  Eder, Billie; Decent, Tom (24 Apr 2024). "Terry Hill dies aged 52". The Sydney Morning Herald (بالإنجليزية). Archived from the original on 2024-04-25. Retrieved 2024-04-24.

## روابط خارجية
- تيري هيل على طاولات دوري الرجبي

قالب:Manly-Warringah Sea Eagles squad 1996 ARL premiershipقالب:1994 Kangaroo Tour squadقالب:Australia 1995 Rugby League World Cup Squad